# Deroca
Deroca és un gènere de papallones nocturnes de la subfamília Drepaninae.

## Taxonomia
- Deroca hidda Swinhoe, 1900
- Deroca hyalina Walker, 1855
- Deroca inconclusa (Walker, 1856)
- Deroca pulla Watson, 1957